# Richard Týnský
Richard Týnský, vlastním jménem Richard Thierjung, (20. září 1909 Lvov, Ukrajina – 30. října 1974 Brno) byl český dirigent a hudební režisér.

## Život
Richard Thierjung se narodil ve Lvově. Byl synem důstojníka, dirigenta vojenské posádkové hudby. Rodina pocházela z Čech a do Čech se zase, díky opětovnému vojenskému převelení, vrátila. První konkrétní zmínka o jeho osobě je ze dne 2. září 1924, kdy nastoupil jako nový žák do Vojenské hudební školy v Praze na Pohořelci. Studoval povinně dva nástroje, křídlovku a housle. 20. července 1926 byl odeslán k pěšímu pluku do Brna. Začátkem třicátých let začal studovat dirigování a skladbu na brněnské konzervatoři u Václava Kaprála a hru na varhany u Františka Michálka. Absolvoval v roce 1939. Ve třicátých letech také začal komponovat. Drobné taneční skladby a písně vycházely v brněnské edici Malá harmonie. V roce 1940 vznikla také jeho patrně nejznámější skladba, Toccata frygica pro varhany.
V témže roce se stal hudebním režisérem v brněnském rozhlase. V této funkci působil až do roku 1948. Spolupracoval také s Filharmonickým souborem Brněnské Besedy a v roce 1947 se stal ředitelem a dirigentem tohoto tělesa. V této době také začal používat umělecké jméno Týnský. Komunistický převrat v roce 1948 se dotkl i života skladatele. Musel opustit brněnský rozhlas (rehabilitován byl v roce 1968), ale podařilo se mu získat místo šéfa Symfonického orchestru Československého rozhlasu v Bratislavě, kde působil do roku 1954. V letech 1954–1957 byl ředitelem Filharmonie pracujících ve Zlíně. V roce 1956 vykonal spolu s delegací československých hudebních umělců umělecké turné do zemí Dálného Východu s úkolem propagovat českou klasickou hudbu a českou a slovenskou soudobou hudbu. Řídil koncerty místních symfonických orchestrů a účastnil se i výuky na čínských a mongolských uměleckých školách.
V roce 1958 se stal dirigentem Pomořanského symfonického orchestru v Bydhošti v Polsku, kde pracoval tři roky. V roce 1960 se vrátil do Brna jako pedagog na Janáčkově akademii múzických umění. Ještě téhož roku byl habilitován docentem v oboru dirigování a řízení orchestru.

## Dílo (výběr)
- Toccata frygica pro varhany (1940)
- Český žalm (kantáta pro sóla, smíšený sbor a orchestr, 1946)
- Panáček v říši mluveného slova (scénická hudba)
- 1. symfonie pro recitátora a symfonický orchestr (s použitím básně Louise Aragona Elsa, 1964)

Komponoval rovněž hudbu pro vědecké filmy.